# Apanteles gnarus
Apanteles gnarus är en stekelart som beskrevs av Vladimir Ivanovich Tobias och Kotenko 1984. Apanteles gnarus ingår i släktet Apanteles och familjen bracksteklar. Inga underarter finns listade i Catalogue of Life.